# Latin jazz
Latin jazz to ogólne określenie dotyczące muzyki łączącej afrykańskie i latynoamerykańskie rytmy z jazzową harmonią. Występuje w dwóch odmianach:
- brazylijskiej (w tym bossa nova)
- afrokubańskiej (w tym: salsa, merengue, songo, son, mambo, timba, bolero, bachata charanga i cha-cha).

Latin jazz stał się popularny w USA w latach 40. Dizzy Gillespie i Stan Kenton jako pierwsi zaczęli łączyć elementy latin jazzu. Pierwszą kompozycją w nowym stylu był utwór „Tanga” Mario Bauza z maja 1943 roku. Jazz afrokubański stał się popularny bezpośrednio po okresie dominacji bebopu, brazylijski natomiast w latach sześćdziesiątych i siedemdziesiątych.
Okres rozwoju jazzu afrokubańskiego przypadł po śmierci Charliego Parkera. Afrokubańskie zespoły zaczęli zakładać wówczas niektórzy spośród takich wybitnych muzyków, jak np. Dizzy Gillespie i Billy Taylor. Choć wpływ na ten rodzaj muzyki wywarli muzycy portorykańscy tacy jak Tito Puente, a nieco później Arturo Sandoval, to w USA ciągle tworzyło wielu artystów, którzy wykorzystywali w swoich utworach kubańskie rytmy.

## Standardy i originals
Najbardziej znane to: Perdido, Caravan, Manteca (Dizzy Gillespie), Con alma, Saint-Thomas, Little Suede Shoes, Tico Tico, Afro-Blue i inne.

## Muzycy i zespoły
W USA: Michel Camilo, Dizzy Gillespie, Stan Kenton, Stan Getz, Chick Corea, Eddie Palmieri.
Styl afrokubański: Michel Camilo, Eumir Deodato, Tito Puente, Gonzalo Rubalcaba, Arsenio Rodríguez, Chano Pozo, Ray Barretto, Paquito D’Rivera, Arturo Sandoval, Irakere.
Styl brazylijski: Eliane Elias, Airto Moreira, Hermeto Pascoal, Antônio Carlos Jobim, Flora Purim, Sérgio Mendes.